# Rokosz Lubomirskiego
Rokosz Lubomirskiego – konfederacja zawiązana w roku 1665 przeciw Janowi II Kazimierzowi przez hetmana polnego koronnego Jerzego Sebastiana Lubomirskiego.
Narastający od 1661 roku spór opozycji przeciwnej wzmocnieniu władzy królewskiej ze stronnictwem dworskim Jana Kazimierza doprowadził do oskarżenia przywódcy opozycji Jerzego Lubomirskiego o związki z obcymi państwami i podżeganie wojska do buntu. W grudniu 1664 roku sąd sejmowy skazał hetmana za zdradę stanu na utratę urzędów, banicję i infamię.
Jerzy Lubomirski jeszcze przed wyrokiem schronił się na Śląsku, gdzie nawiązał kontakty z cesarzem Leopoldem I, elektorem Brandenburgii Fryderykiem Wilhelmem i królem Szwecji Karolem XI, uzyskując od nich pomoc materialną na zaciąg wojska. Wydał manifest, w którym wystąpił jako obrońca wolności przed absolutyzmem dworu Jana Kazimierza.
W latach 1665–1666 jego zwolennicy, zrywając sejmy, paraliżowali działalność ustawodawczą, a sam Lubomirski, poparty przez część wojska koronnego i szlachtę rozpętał regularną wojnę domową w Rzeczypospolitej. Przez większość czasu używał taktyki tzw. „tańca gonionego”. Polegała ona na trzymaniu bezpiecznego dystansu od wojsk królewskich i niewchodzenie w otwartą wymianę ognia. Lubomirski zastosował tę taktykę, ponieważ większa część jego wojsk stanowiła jazda (w przeciwieństwie do wojsk Jana Kazimierza, który miał jej znikomą ilość), która pozwoliła mu wyprzedzać ciężką armię króla.
Ostatecznie Lubomirski pobił oddziały królewskie pod Częstochową (1665) i Mątwami (1666). 31 lipca 1666 roku strony zawarły ugodę w Łęgonicach: Lubomirski ukorzył się przed królem, a Jan Kazimierz zrezygnował z planów elekcji vivente rege.
Król Jan Kazimierz abdykował w 1668 i w 1669 wyjechał z kraju. Wcześniej, w 1667 Jerzy Lubomirski zmarł na wygnaniu.

## Przebieg walk
Jak pisał Zbigniew Wójcik, pierwsze miesiące wojny domowej to bezustanna i bezskuteczna gonitwa wojsk królewskich za oddziałami rokoszan. Lubomirski był wodzem znamienitym, wydać mu walną bitwę i zniszczyć jego siły, to było zadanie ponad umiejętności i możliwości jego nieprzyjaciół. W obozie królewskim nie było dowódcy, który by dorównywał mu talentem i doświadczeniem. O starym hetmanie wielkim Stanisławie Rewerze Potockim nie ma nawet co mówić, chorąży koronny Jan Sobieski nie błysnął jeszcze talentem, który już niedługo miał rozsławić jego imię w całej Europie.
Przyjęta przez eksmarszałka strategia była bardzo przemyślana. Tak zwany taniec goniony, który był stosowany przez Lubomirskiego przez cały okres rokoszu miał nie tylko ogromne znaczenie militarne, ale także polityczne. Przywódca rokoszu dysponował głównie jazdą. Bezpośrednie starcie w otwartym polu z oddziałami królewskimi z góry skazywało rokoszan na porażkę. Jan Kazimierz dysponował bowiem poza jazdą także piechotą i artylerią. Ucieczka przed mniej mobilnym przeciwnikiem, szukanie dogodnych terenów, na których można było stoczyć ewentualną potyczkę, w taki sposób Lubomirski kierował rokoszem. Poza tym eksmarszałek swoim działaniem zdobywał coraz większą popularność wśród szlachty. To, że rokoszanin unikał bezpośredniego starcia ze ścigającym go wojskiem królewskim, głoszona przez niego chęć pojednania się z monarchą, w oczach szlachty świadczyły o tym, że Lubomirski dążył tylko do obrony szlacheckiej wolności przed absolutystycznymi zapędami pary monarszej.
Co więcej, Lubomirski w tym konflikcie otaczał się innymi zdolnymi dowódcami. Jego podkomendni: Aleksander Polanowski, Stefan Piaseczyński oraz Józef Borek pokonali we wrześniu 1665 roku pod Częstochową Litwinów (popierających Jana Kazimierza), którzy byli dowodzeni przez Aleksandra Połubińskiego i Paców. Potyczka ta oraz późniejsze przyłączenie się Wielkopolan do rokoszan przyspieszyło zawarcie rozejmu, do którego doszło w listopadzie 1665 roku pod Palczynem.
Ugoda ta nie rokowała jednak ostatecznego zakończenia konfliktu. Jan Kazimierz od początku uznawał rozejm za przejściowy, „lodowy”, jak się wyrażał, przypuszczając, że z chwilą nastania wiosny dojdzie do jego roztopienia. Przerwa w działaniach wojennych miała tak naprawdę umożliwić przygotowanie się obu stronom konfliktu do kolejnej walki, która miała się rozpocząć już w przyszłym roku.
Wojna domowa została wznowiona przez Jerzego Lubomirskiego w czerwcu 1666 roku. Druga faza konfliktu doprowadziła do bezpośredniego starcia sił rokoszan z wojskami królewskimi pod Mątwami. Bitwa ta w zasadzie przyczyniła się do zakończenia konfliktu i pogodzenia dwóch zwalczających się obozów.

## Stanowisko szlachty wobec rokoszu
Szlachta w Koronie żywo interesowała się rokoszem, a w szczególności tańcem gonionym. Pomiędzy dworkami szlacheckimi krążyły pisma polityczne, a także manifesty zarówno króla, jak i Lubomirskiego. Pierwszy z nich kategorycznie nakazywał siedzieć szlachcie w domach, ponieważ bał się, że zebrana na pospolite ruszenie szlachta przejdzie na stronę Jerzego Lubomirskiego. Dopiero w drugiej fazie konfliktu szlachta przystąpiła do działania, popierając Lubomirskiego. Pospolite ruszenie zebrało się z dwóch głównych województw Korony – Wielkopolski i Małopolski.